# Quebrada de Putre
Quebrada de Putre är ett periodiskt vattendrag i Chile.   Det ligger i regionen Región de Arica y Parinacota, i den norra delen av landet, 1 700 km norr om huvudstaden Santiago de Chile.
Omgivningarna runt Quebrada de Putre är i huvudsak ett öppet busklandskap. Trakten runt Quebrada de Putre är nära nog obefolkad, med mindre än två invånare per kvadratkilometer.